# What Goes On (chanson)
Pour les articles homonymes, voir What Goes On.
Pistes de Yesterday and Today
We Can Work It Out Day Tripper
Pistes de Rubber Soul
Michelle Girl
What Goes On est une chanson des Beatles publiée sur l'album Rubber Soul en décembre 1965. Il s'agit à l'origine d'une composition de John Lennon remontant à l'époque des Quarrymen, à la fin des années 1950, améliorée par Paul McCartney et Ringo Starr pour être ajoutée à l'album. Il s'agit ainsi, dans le répertoire des Beatles, de la seule chanson créditée de trois auteurs, en l'occurrence Lennon/McCartney/Starkey, et de la première officiellement composée en partie par le batteur des Beatles, qui l'interprète également.
Enregistrée en une seule prise lors des sessions du 4 novembre 1965, la chanson paraît sur Rubber Soul le 3 décembre au Royaume-Uni, puis en février 1966 aux États-Unis sur la face B du single Nowhere Man. Elle apparaît également sur le disque américain Yesterday and Today.
Caractérisée par ses influences country, la chanson connaît un accueil mitigé de la part de la critique. Elle a fait l'objet de deux reprises.

## Genèse

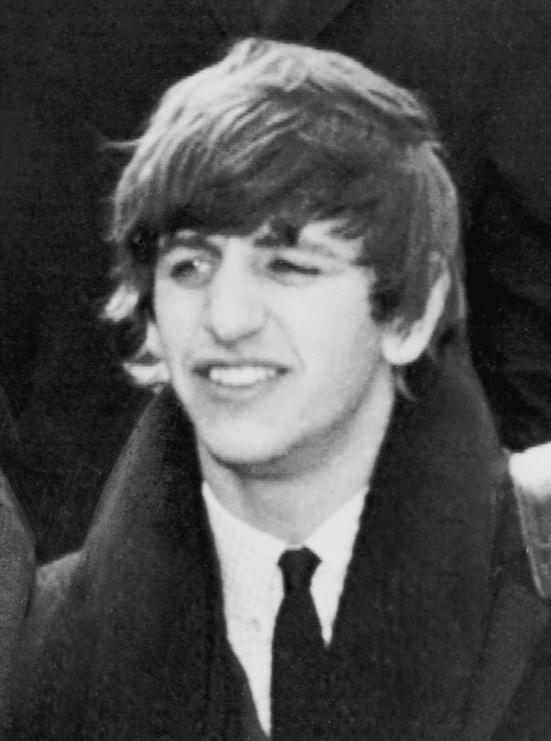
What Goes On est la première chanson en partie composée par Ringo Starr, et est également chantée par lui.

La base de What Goes On est composée à la fin des années 1950 par John Lennon alors qu'il dirige encore son groupe des Quarrymen. Le 5 mars 1963, après la sortie de Please Please Me, les Beatles se retrouvent en studio pour travailler à leur prochain single, From Me to You/Thank You Girl. Ils décident également d'enregistrer deux autres chansons déjà ébauchées : The One After 909 et What Goes On, la première ne sortant finalement qu'en 1970. Cependant, la dernière est enregistrée en démo mais ne sera pas terminée et elle retourne dans les cartons. Le 1er octobre 2017, un 45 tours de cette démo, portant l'étiquette Dick James, qui aurait été offert par George Harrison à son frère (ou possiblement un autre membre de sa famille), a été vendu aux enchères sur ebay pour la somme de £10200. Cette version de la chanson est chantée par John Lennon avec les harmonies de Paul McCartney.
En 1965, pour les préparations en vue de l'album Rubber Soul, Paul McCartney retravaille la chanson avec Ringo Starr, dont elle doit être la traditionnelle prestation vocale sur le disque. Le batteur résume cependant modestement sa contribution à l'écriture : « À peu près cinq mots ». Il s'agit ainsi de la première chanson créditée de Ringo Starr, et la seule du groupe à porter le triple crédit Lennon/McCartney/Starkey. Lors d'une interview à Playboy en 1980, Lennon résume ainsi l'histoire de la chanson : « C'était du Lennon très ancien, écrit avant les Beatles quand on était les Quarrymen ou un truc dans le genre. Et ressuscitée avec un pont rajouté au milieu, probablement avec l'aide de Paul, pour donner une chanson à Ringo... et aussi pour utiliser les restes, car je n'ai jamais aimé gaspiller quoi que ce soit. »

## Enregistrement
What Goes On est enregistrée en une seule prise, le 4 novembre 1965, alors que les préparatifs de l'album Rubber Soul s'accélèrent, la sortie étant prévue pour le mois suivant. Des overdubs des parties de chant de Ringo, John et Paul sont ensuite préparés. Le même jour, le groupe se lance dans une improvisation instrumentale de plus de six minutes, 12-Bar Original, qui reste impubliée jusqu'en 1995 sur l'album Anthology 2.
Les mixages mono et stéréo sont réalisés le 9 novembre par George Martin et Norman Smith, en l'absence du groupe.

## Interprètes
- Ringo Starr : chant, batterie
- John Lennon : guitare rythmique, chœurs
- Paul McCartney : basse, chœurs
- George Harrison : guitare solo

## Parution
What Goes On sort le 3 décembre 1965 au Royaume-Uni en ouverture de la face 2 de Rubber Soul. Aux États-Unis, la chanson sort en premier lieu, le 21 février 1966, sur un single inédit, en face B de la chanson Nowhere Man. À l'instar de cette dernière, Drive My Car et If I Needed Someone, elle a été coupée de la version américaine de Rubber Soul, pour se retrouver sur l'album Yesterday and Today, sorti le 20 juin 1966, rendu célèbre par sa pochette controversée. Le label américain rajoute un point d'interrogation au titre autant sur la pochette de l'album que sur l'étiquette du disque mais non sur 45 tours.
On compte peu de reprises de cette chanson; en 1966 par le groupe bluegrass Charles River Valley Boys (en) et une autre en 2005 par le multi-instrumentiste américain Sufjan Stevens. What Goes On a également plusieurs fois été interprétée par Ringo Starr en tournée avec son All-Starr Band.

## Analyse musicale
What Goes On est une chanson inspirée de la musique country chère à Ringo Starr. Le groupe a ici voulu tenter de reproduire l'effet obtenu par la reprise de la chanson Act Naturally sur l'album Help!. Le tempo de la chanson est très rapide et celle-ci est une succession de couplets chantés par Ringo Starr et du refrain repris à trois voix. Un solo de guitare joué par George Harrison intervient également durant le troisième refrain. Les paroles mettent en scène une classique histoire d'amour, le chanteur étant déçu et désespéré par le comportement de la femme qu'il aime, partie avec un autre homme.
Ce morceau n'est pas considéré comme une pièce majeure de l'œuvre des Beatles, sa principale caractéristique étant son crédit unique Lennon/McCartney/Starkey. Richie Unterberger du site AllMusic trouve qu'il s'agit cependant d'un morceau léger et appréciable. Le musicologue Allan W. Pollack trouve pour sa part la chanson particulièrement décevante, à une époque où le groupe était capable de nettement mieux. Il conclut en disant que la découverte de l'ancienneté de la chanson excuse ce caractère décevant, mais ne la rend pas meilleure pour autant.